# Norway Rock Festival
Norway Rock Festival (tidligere Kvinesdal Rock Festival) var en årlig musikfestival som blev afholdt i Kvinesdal, Norge. Festivalen strakte sig over tre dage, og blev arrangeret første gang i 2006. I 2010 havde festivalen 5-års jubilæum og blev udvidet til 4 dage. Året efter måtte festival dog erklære sig konkurs efter et underskud på 2 mio. NOK i 2011.
De optrædende var primært inden for rock- og heavy metal-genren, og for en stor dels vedkommende fra Norge. De danske bands som nåede at spille på festivalen var D-A-D i 2007, Mercenary i 2011 og Volbeat både i 2008 og som hovednavn i 2011.

## Historie
Kvinesdal Rock Festival AS blev stiftet 11. april 2006 med 39 aktionærer. Festivalen er baseret på et tidligere MC treff (Sørlandstreffet) som nuværende festivalchef Kjell Arne Aamodt var med at arrangere. Sørlandstreffet blev afsluttet, og en idé om at kombinere koncerter. 12. juli 2006 åbnede det første band i Kvinesdal Rock Festival.
Den 12. juli 2008 indtraf en ulykke i form af kulilteforgiftning på festivalen, hvor to mennesker døde og otte blev sendt til sygehus. De to omkomne var et par med tre børn. Begge de omkomne samt seks af de otte som blev sendt på sygehus er fra Gjesdal kommune i Rogaland.
1. september 2011 leverede Norway Rock Festival ind konkursbægering til Lister tingrett, og begærede sig selv konkurs efter blandt andet et underskud på omkring to millioner NOK i 2011.

## Kvinesdal Rock Festival 2006
Torsdag 13. juli («Local Kick-Off»)
- Norge Messy Escalator
- Norge Cruel Intentions
- Norge Playboys
- Norge Diesel Dahl & Friends
- Norge Absinth

Fredag 14. juli («Monsters Of Tribute Night»)
- Norge Dry County
- Norge Elevation
- Norge Dust N' Bones
- Norge Overhead
- Norge Trendkill
- Norge Heatseekers
- Norge Ozzmosis

Lørdag 15. juli
- Norge Emathea
- Norge Zerozonic
- Norge Turboneger
- Norge Model Chicks Rock
- Norge Thunderbolt
- Norge Tömmermenn
- Norge Carnivora
- Norge Backstreet Girls
- Norge Pagan's Mind
- England Paul Di'Anno
- Tyskland U.D.O.

## Kvinesdal Rock Festival 2007
Torsdag 12. juli
- Norge Statement
- Norge The Kids
- Norge Ingenting
- Norge Wig Wam
- Norge Luxus Leverpostei

Fredag 13. juli
- Norge Mayah
- Norge Breed
- Sverige Crucified Barbara
- Norge Lowdown
- Sverige Paperback Freud
- Sverige Sabaton
- Norge Anthem
- Norge Skambankt
- Norge Jorn
- Canada Sebastian Bach

Lørdag 14. juli
- Norge Communic
- Norge Triosphere
- Norge The Cumshots
- Norge The Carburetors
- Norge Circus Maximus
- Sverige Freak Kitchen
- Norge Moonchild
- USA Kamelot
- Norge TNT
- Danmark D-A-D

## Norway Rock Festival 2008
Torsdag 10. juli
- Norge DumDum Boys
- Norge Stage Dolls
- USA Hayseed Dixie
- Norge The Last Rock 'n Roll Band

Fredag 11. juli
- USA Alice Cooper
- Tyskland Helloween
- Sverige Hardcore Superstar
- Danmark Volbeat
- Sverige Pain
- Norge Backstreet Girls
- Norge Ronni Le Tekrø
- Norge K(Nine)

Lørdag 12. juli
- Storbritannien Motörhead
- Norge Turboneger (aflyst kort før de skulle spille)
- Sverige Soilwork
- Norge WE
- Storbritannien The Quireboys
- Norge Pagans Mind
- Norge Audrey Horne
- Norge Insense (erstatning for Dog Almighty)

## Norway Rock Festival 2009
Torsdag 9. juli
- Sverige In Flames
- Finland Sonata Arctica
- Sverige Arch Enemy
- Norge Zerozonic

Fredag 10. juli
- USA Manowar
- USA HolyHell
- USA Testament
- USA W.A.S.P.
- Norge Satyricon
- Norge K(nine)
- Sverige Backyard Babies
- Norge Thunderbolt

Lørdag 11. juli
- Finland Nightwish
- Tyskland Doro
- Tyskland U.D.O.
- Sverige Mustasch
- Norge Skambankt
- Norge Sirenia
- Norge Sahg
- Sverige Sister Sin

## Norway Rock Festival 2010 (7. - 11. juli)
Hovedscene
- USA Twisted Sister (Headliner)
- USA Slash (Headliner)
- USA Queensrÿche
- USA Megadeth (Headliner)
- USA Kamelot
- USA Black Label Society (aflyst)
- USA Tony Harnell
- USA Ratt (aflyst)
- USA Over The Rainbow
- USA Killswitch Engage
- Storbritannien Gary Moore (Headliner)
- Storbritannien Motorhead (Headliner)
- Storbritannien Bullet for My Valentine
- Storbritannien Saxon
- Canada Anvil
- Canada Sebastian Bach
- Nederland Epica
- Australien Airbourne
- Brasilien Cavalera Conspiracy
- Tyskland Gamma Ray
- Tyskland U.D.O.
- Schweiz Sybreed
- Sverige Amon Amarth
- Sverige Sabaton
- Sverige Crashdiet
- Norge Jorn
- Norge Immortal (Headliner)
- Norge Audrey Horne
- Norge Purified in Blood
- Norge Enslaved

Tjodolf Rock Stage
- Norge Ingenting
- Norge Valentourettes
- Norge Chrome Division
- Norge The Cumshots
- Norge The Carburetors
- Norge Backstreet Girls
- Norge Black Debbath
- Norge Tömmermenn
- Norge Sublime Eyes
- Norge Rangers
- Norge Cyaneed
- Norge Luxus Leverpostei
- Norge Skallebank
- Norge Smooth Criminals
- Norge Karaoke from Hell
- Norge Heatseekers (AC/DC-tribute band)
- Norge Ovërhead (Motörhead-tribute band)
- Norge Trendkill (Pantera-tribute band)
- Norge Iron Made'em (Iron Maiden-tribute band)
- Sverige Accepted
- Sverige Lillasyster

## Norway Rock Festival 2011 (7. - 10. juli)
Hovedscene
- USA Alice Cooper (Headliner)
- Danmark Volbeat (Headliner)
- Sverige In Flames (Headliner)
- USA Black Label Society
- Storbritannien The Darkness
- Tyskland Edguy
- Sverige Meshuggah
- Tyskland U.D.O.
- Tyskland Blind Guardian
- Danmark Mercenary
- Norge Pagan's Mind
- Norge Kvelertak
- Norge TNT
- Norge Keep of Kalessin
- Canada Cancer Bats